# Tres Marías, Morelos
Tres Marías är en ort i Mexiko.   Den ligger i kommunen Huitzilac och delstaten Morelos, i den sydöstra delen av landet, 40 km söder om huvudstaden Mexico City. Tres Marías ligger 2 812 meter över havet och antalet invånare är 5 713.
Terrängen runt Tres Marías är huvudsakligen kuperad, men åt sydost är den bergig. Terrängen runt Tres Marías sluttar söderut. Runt Tres Marías är det mycket tätbefolkat, med 1 517 invånare per kvadratkilometer. Närmaste större samhälle är Cuernavaca, 14,4 km söder om Tres Marías. I omgivningarna runt Tres Marías växer i huvudsak blandskog.